# NGC 6517
NGC 6517是一個球狀星團，位於蛇夫座，距離太陽約34,575光年（10.6千秒差距）。距離銀河系中心13,700光年（4.2千秒差距）。
英國天文學家威廉·赫歇爾於1784年發現NGC 6517。

## 外部連結
- NGC 6517 sur le site du professeur C. Seligman